# Tikar

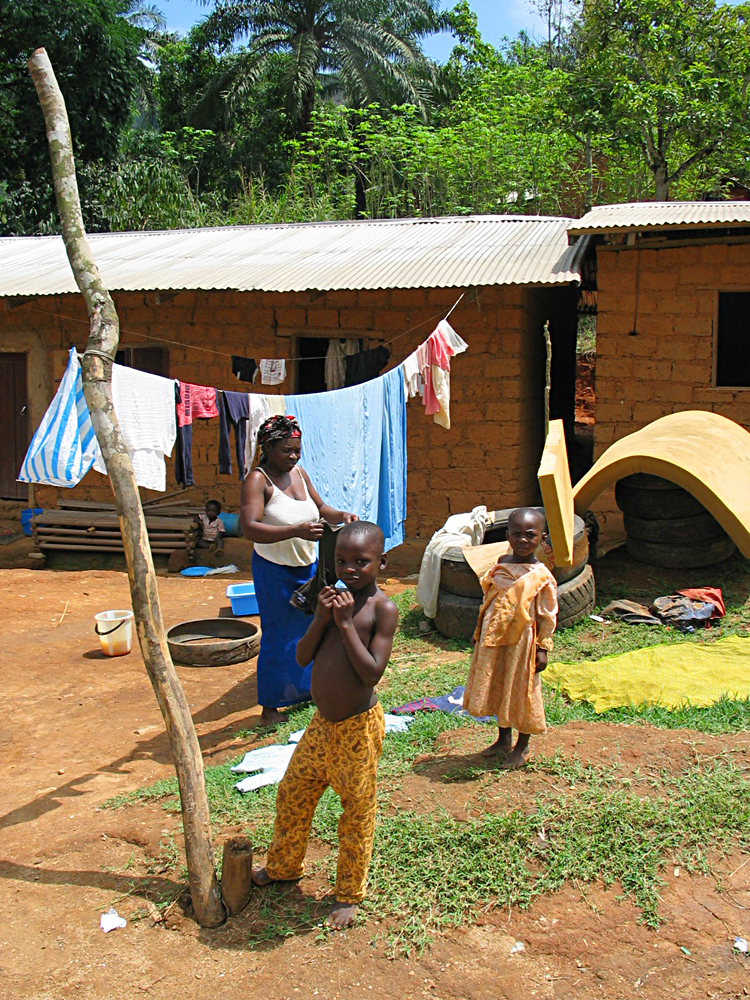
Tikar-Familie

Die Tikar (auch Tikari, Tikali, Tingkala, Ndop, Ndome) sind eine westafrikanische Ethnie in Zentral- und Westkamerun.
Insgesamt werden etwa 25.000 Menschen zu dieser Volksgruppe gezählt. Der Name Tikar bedeutet in etwa „Geht weg von diesem Ort“ und ist eine Sammelbezeichnung für mehrere in untereinander abgetrennten politischen Strukturen organisierte Stämme.
Sie sprechen als Muttersprache das Tikar, eine der tikaroiden Sprachen.

## Siedlungsgebiet
Die Stämme der Tikar siedeln in mehreren Untergruppen in Kamerun vor allem am Oberlauf des Flusses Mbam (westliche Ausläufer des Hochlands von Adamaua) und um die Flüsse Mapé und Kim. Zudem verstreuen sich Siedlungen der Tikar in dem nordöstlich der Stadt Foumban gelegenen Teil des Kameruner Graslands (Gegend um die Stadt Bankim) sowie in der Gegend von Ngambe.
Einige verstreute Populationen haben sich auch in den Gegenden um die Stadt Bamenda und in den Gegenden der traditionellen Königreiche Bafut und Bali niedergelassen.

## Herkunft
Das Volk der Tikar zog zu Beginn des 18. Jahrhunderts aus der weiter nordöstlich gelegenen Gegend um die Stadt Ngaoundéré kommend in die heutigen Siedlungsgebiete. Dabei wurden sie teilweise von Gruppen der Bamileke, Bamun und Ngambe begleitet. Diese Ethnien gelten als den Tikar unmittelbar verwandt.

## Gesellschaft
Die Lebensweisen, Weltanschauungen, sozialen und politischen Strukturen der einzelnen Untergruppen der Tikar ähneln sich untereinander sehr.
In der Regel leben sie – wie die meisten Völker Zentralkameruns – in hierarchisch organisierten Strukturen, an deren Spitze ein Fon (Häuptling, oberster Würdenträger) steht. Dieser verfügt über Ratgeber, Minister und Palastinstitutionen, die ihn bei der Ausübung seiner Ämter unterstützen. Innerhalb der modernen staatlichen Gefüge Kameruns und Nigerias haben diese traditionellen Verwaltungsstrukturen allerdings nur noch eine repräsentative Aufgabe und gelten oft als „Schnittstelle“ zwischen den Volksgruppen und dem Staat.
Die Familie bzw. Sippe hat bei den Tikar eine große Bedeutung. Sie und die traditionellen Herrschaftstrukturen tragen mehr zum gesellschaftlichen Zusammenhalt bei als das moderne, weitgehend zentralistische Staatssystem. Die Tikar betreiben traditionell Landwirtschaft und Jagd. Auch der Fischfang und der Handel mit Fischen hat eine Bedeutung. In neuerer Zeit bauen die Tikar oft Kaffee für den Export an.
Zu ihren traditionellen Musikinstrumenten, die zusammenfassend mbo genannt werden, gehören ein Lamellophon mit zwölf, V-förmig angeordneten Lamellen und eine seltene, der mvet der benachbarten Fang ähnliche Kerbstegzither mit dem Namen mbo loya.